# Estrató de Beirut
Estrató (grec antic: Στράτων, llatí: Straton) va ser un metge fenici hel·lenitzat nascut a Beirut. Alguna de les fórmules d'aquest metge són esmentades per Galè. És probablement el mateix Estrató que esmenta Andròmac el jove i Asclepíades Farmació, qui l'anomena ὁ Βηρύτιος ('de Beirut'), i hauria viscut al segle i o al final del segle i aC.
Estrató segurament va ser deixeble i seguidor d'Erasístrat de Sició, però no hi ha prou elements per afirmar-ho. El gentilici de Beirut es va estendre per distingir-lo del més famós Estrató, metge del segle iii aC deixeble d'Erasístrat.